# La fontana di Bachčisaraj
La fontana di Bachčisaraj (conosciuta anche come la Fontana di Bachčisaraj) è un poema del poeta, scrittore e drammaturgo russo Aleksandr Sergeevič Puškin, scritto tra il 1821 e il 1823.

## Genesi dell'opera
Puškin iniziò a scrivere il poema nella primavera del 1821, dopo aver visitato la Fontana delle Lacrime nel Palazzo dei Khan a Bachčisaraj nel 1820. La maggior parte della poesia è stata scritta nel 1822. Nella primavera del 1823, la stesura era completa. Durante l'autunno del 1823, la poesia ricevette la sua finitura finale e venne preparata per la stampa. La prima edizione di La fontana di Bachčisaraj è stata pubblicata il 10 marzo 1824.

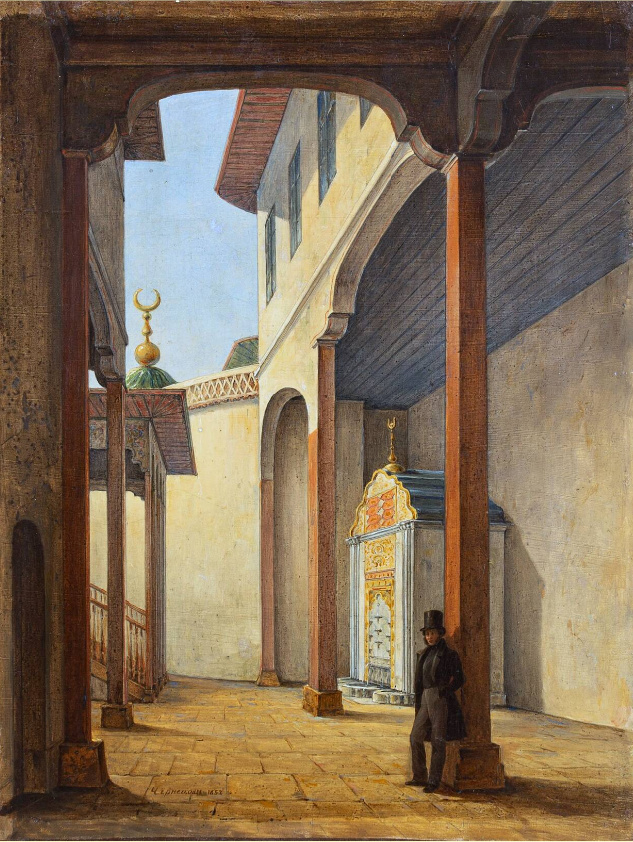
Aleksandr Puškin nel Palazzo di Bachčisaraj. Dipinto da Grigorij Černecov

## Opere derivate
Nel 1909-1910 è stato creato un cortometraggio basato sulla poesia di Jakov Protazanov. Nel 1934 Boris Asaf'ev creò un balletto dello stesso nome, ispirato anche al lavoro di Puškin, e Aleksandr Il'inskij compose un'opera (1911) basata sulla poesia.